# كريستينا وير
كريستينا وير (بالإنجليزية: Christina Weir)‏ هي كاتبة قصص مصورة أمريكية، ولدت في القرن العشرين في نيويورك في الولايات المتحدة.